# Université catholique de Louvain
Universitatea catolică din Louvain-la-Neuve (în franceză Université catholique de Louvain, UCLouvain) este o universitate catolică francofonă cu sediul în Louvain-la-Neuve, Valonia, Belgia, înființată în anul 1968 ca urmare a scindării lingvistice a Universității Catolice din Louvain. Doar facultatea de medicină a universității își are sediul în Woluwe-Saint-Lambert, oraș din Regiunea Capitalei Bruxelles (regiune bilingvă).

## Istoric
Universitatea Catolică din Leuven a fost întemeiată în anul 1425, fiind una din primele universități din Sfântul Imperiu Roman de Națiune Germană. Până în anul 1825 limba de instruire a fost latina. În 1968 secțiile de limbă franceză s-au separat și au înființat un nou campus, în orășelul universitar Louvain-la-Neuve, la 20 km sud de Bruxelles, în Valonia. Secțiile de limbă neerlandeză ale universității au rămas în vechiul campus, situat în orașul flamand Leuven.
La universitatea din Louvain-la-Neuve își urmează studiile cca 22.000 de studenți, masteranzi și doctoranzi.